# Rodent

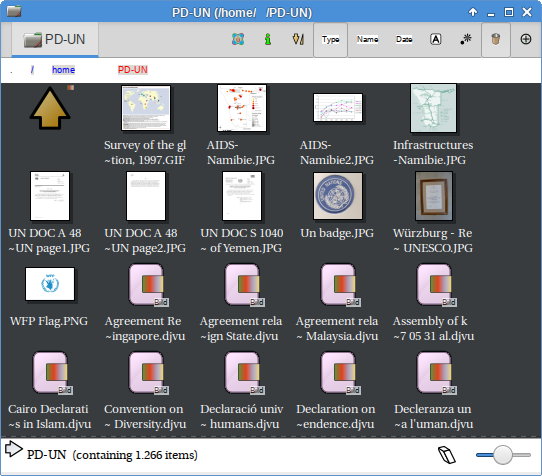
Ordneransicht

Rodent ist ein Dateimanager für GNU und unixoide Systeme. Es ist der Codename der Weiterentwicklung des zugunsten von Thunar aufgegebenen Xfce-Dateimanagers Xffm.

## Entwicklung
Xffm war als Nachfolger des bis dahin verwendeten Xftree für Xfce 4.0 entwickelt worden. Der Umstieg auf GTK+ 2.0 erforderte eine Neuentwicklung des Dateimanagers. Die erste Version (Xffm 4.0) wurde mit Xfce 4.0 veröffentlicht. Da Xffm jedoch eine steile Lernkurve besaß, wurde es bald nach der Veröffentlichung von Xfce 4.2 fallen gelassen, Edscott Wilson Garcia widmete sich jedoch auch weiterhin der Entwicklung des Programms.
Am 24. Mai 2006 erhielt Xffm mit Version 4.5.0 eine neue Bedienoberfläche, anschließend begann die Arbeit an Version 4.6.0, die erst 2010 unter dem Codenamen Rodent (nach dem gleichnamigen Symbolthema) veröffentlicht wurde. Diese Version arbeitet threadbasiert und besitzt erstmals keine Baumstruktur mehr. Version 4.8.0 wurde am 27. Juni 2012 veröffentlicht.
Mit der Version 6 wurde Rodent – jetzt auch Xffm+ genannt – in C++ auf Basis von Gtk+ 3.24 komplett neu entwickelt.

## Funktionen
Maßgebliches Prinzip bei der Entwicklung von Rodent ist es, eine möglichst kleine, effiziente grafische Bedienoberfläche für Power-User zu entwickeln. Rodent richtet sich ausdrücklich nicht an Novizen, sondern soll fortgeschrittenen Anwendern die Dateiverwaltung erleichtern.
Das Programmfenster von Rodent ist zweigeteilt; Oben befindet sich eine Symbolansicht des gerade geöffneten Verzeichnisses, darunter gibt es eine Eingabezeile, die als Terminalemulation dient. So kann zum Beispiel in das übergeordnete Verzeichnis per Klick auf das entsprechende Symbol ebenso gewechselt werden wie per Eingabe von cd ... Mediendateien wie etwa Grafiken werden beim Überfahren mit der Maus und im „Eigenschaften“-Dialogfeld als Vorschaubilder angezeigt.
Dateien können per Kontextmenü einfach gelöscht oder (mittels Überschreibens) sicher gelöscht werden. Die Suchfunktion (fgr) beherrscht Platzhalter und reguläre Ausdrücke. Über das Einstellungsfenster ist es auch möglich, den Desktop der gerade laufenden Arbeitsumgebung (etwa KDE) manuell oder automatisch mit einer Vollbildanzeige des Ordners ~/Desktop zu verdecken, ihn also funktional zu ersetzen.

### Hilfsprogramme
Rodent besitzt einige zusätzliche Hilfsprogramme, die seine Funktionen erweitern.
rodent-fstab
rodent-fstab dient der Verwaltung von Einhängepunkten aus Rodent heraus.
rodent-ps
rodent-ps stellt eine grafische Oberfläche für die Steuerung laufender Prozesse bereit.
rodent-dotdesktop
rodent-dotdesktop ist eine Alternative zu Anwendungsstarter-Menüs. Installierte Anwendungen werden automatisch kategorisiert und können durchsucht und gestartet werden.